# Halvor Vreim
Halvor Vreim (12. srpna 1894, Bø, Telemark – 6. února 1966, Oslo) byl norský architekt a fotograf, který přispěl k dokumentaci, zachování a restaurování starých dřevěných budov.

## Životopis
Vreim se narodil v Bø, Telemark farmáři Gunnaru Helgesonu Vreimovi a Anne Jonsdotter Li. V roce 1930 se oženil s Annou Bonli.
Vreim se vyučil stavebním tesařem a jako oblast svého působení zvolil ochranu budov a skanzenů v krajině. Byl uznán jako architekt a v roce 1936 se stal členem Norské asociace architektů. Působil také jako fotograf.
V roce 1921 získal zaměstnání v Norském lidovém muzeu jako asistent pedagoga, s odpovědností za skanzen, na kterém se pak stavebně podílel. Dokumentace stavby byla důležitou součástí jeho práce. Během své práce pořídil stovky fotografií staveb křížem krážem po celé zemi. Vreimovu tvorbu charakterizuje jeho vhled do řemeslného aspektu stavebních zvyků.
V roce 1937 se stal antikvářem Národního antikvariátu, který si udržel až do 1. ledna 1966.
Vreim byl autorem řady knih a článků na téma stavebních postupů. Mnoho let pravidelně přispíval do ročenky Fortidsminneforeningens a napsal řadu článků do několika svazků o severské kulturní historii Nordisk Kultur.
V roce 1963 získal ocenění rytíř první třídy Řádu svatého Olafa.
Zemřel v roce 1966 v Oslu.

## Vybraná bibliografie
- «Buer og naust. Spiren til våre eldste byer.» I Fortidsminneforenningens årbok 1933.
- Trekk fra byggeskikkens geografi i Norge. I Fortidsminneforenningens årbok 1936–37.
- «The ancient settlements in Finnmark. Cabins and tents». Folkliv – tidskrift för nordisk etnologi 1937
- Norsk trearkitektur. 1939, ny utgave 1947 (Oslo: Gyldendal forlag)

## Galerie

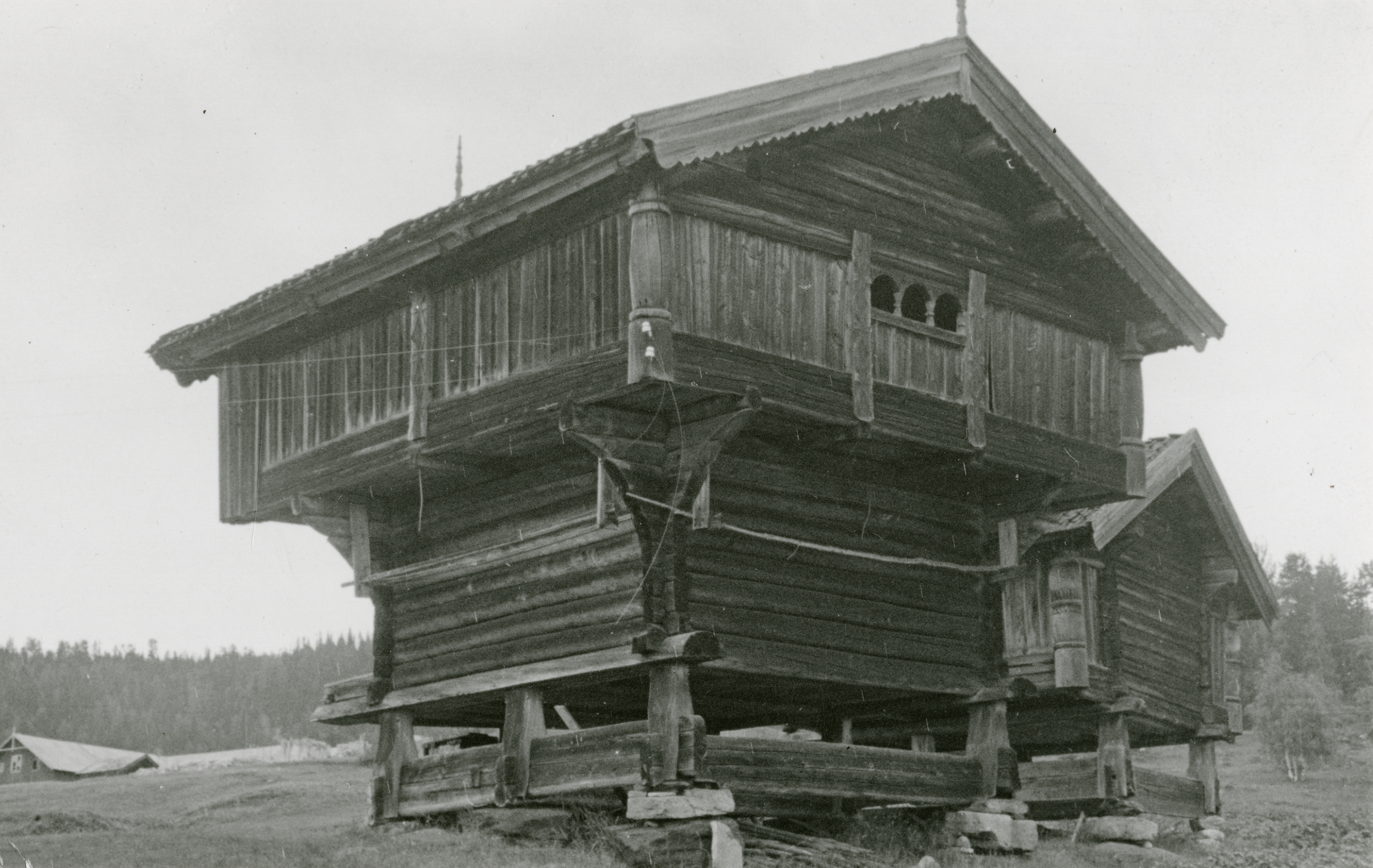
Bolkesjø Uppigard, Telemark
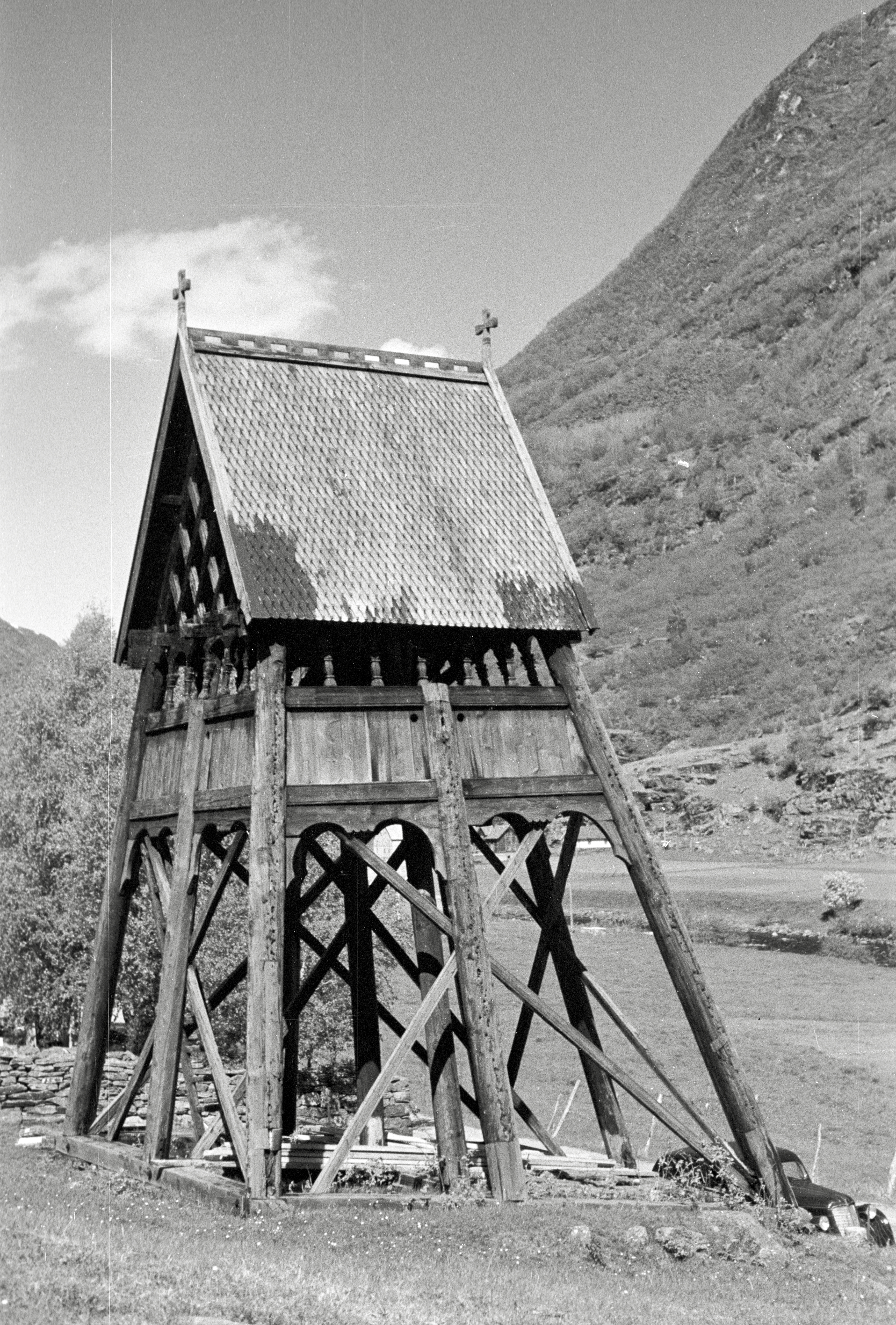
Borgund stavkirke, Sogn og Fjordane
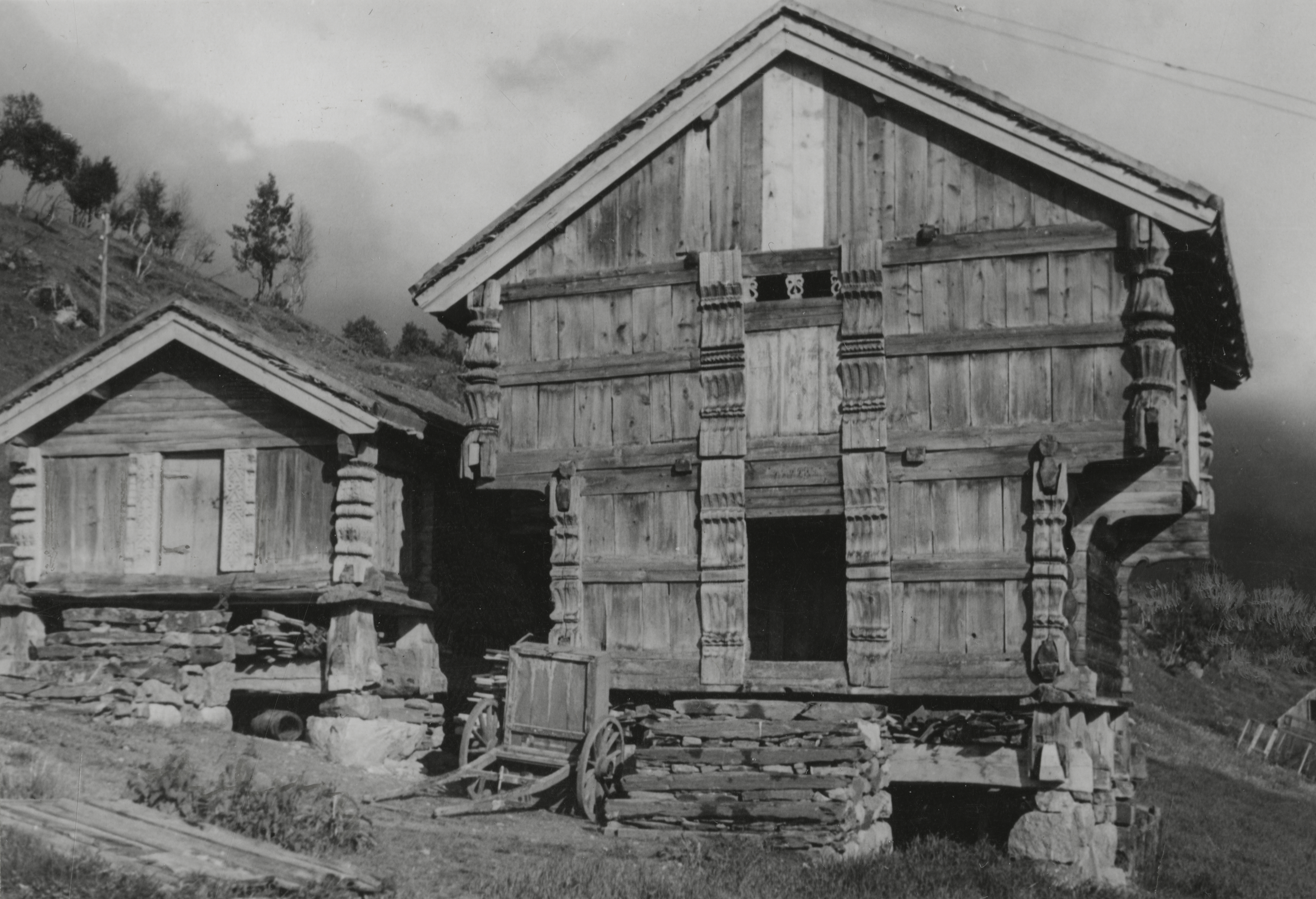
Djuvland Søndre, Gjuvland Søndre, Telemark
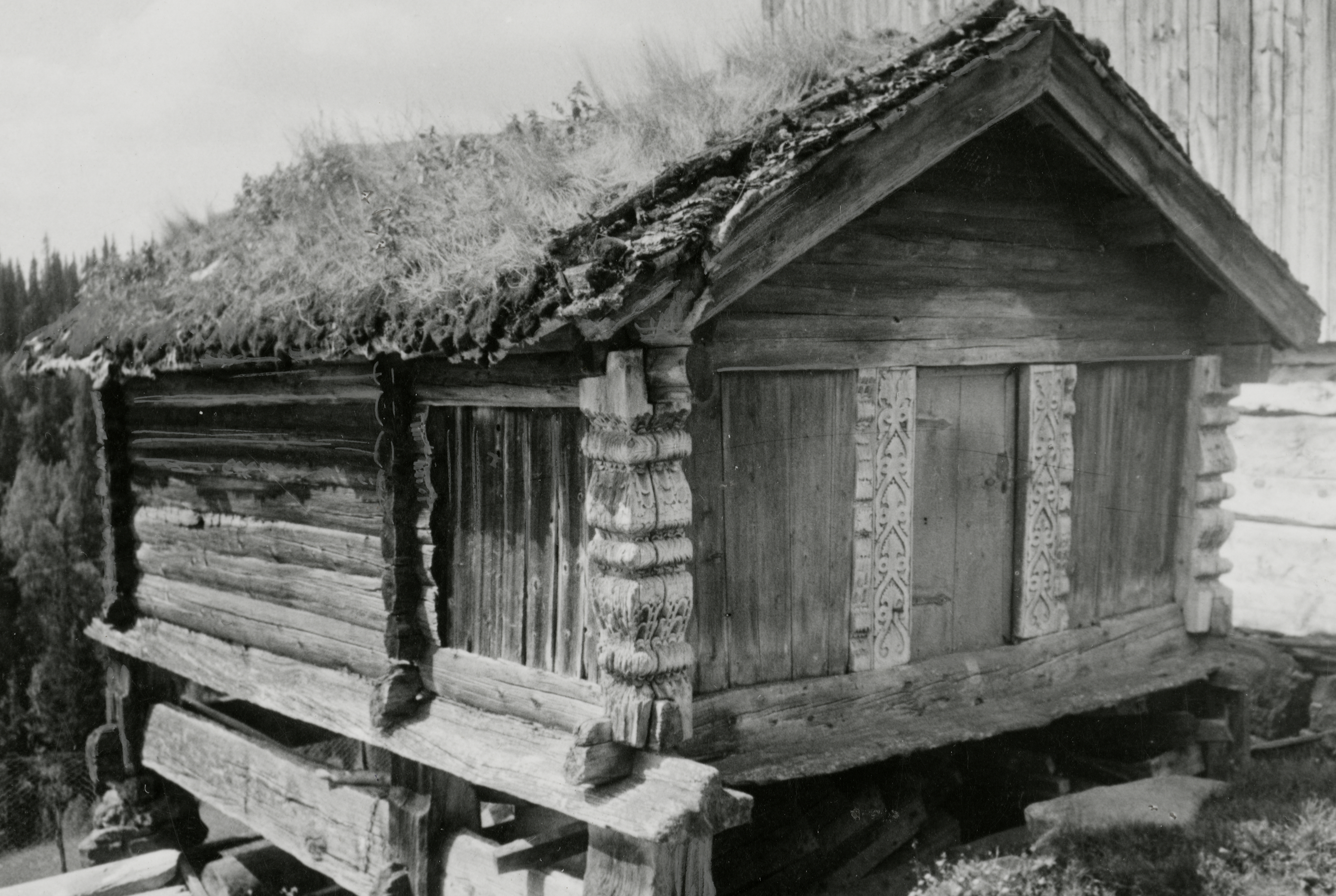
Djuvland Søndre, Gjuvland Søndre, Telemark
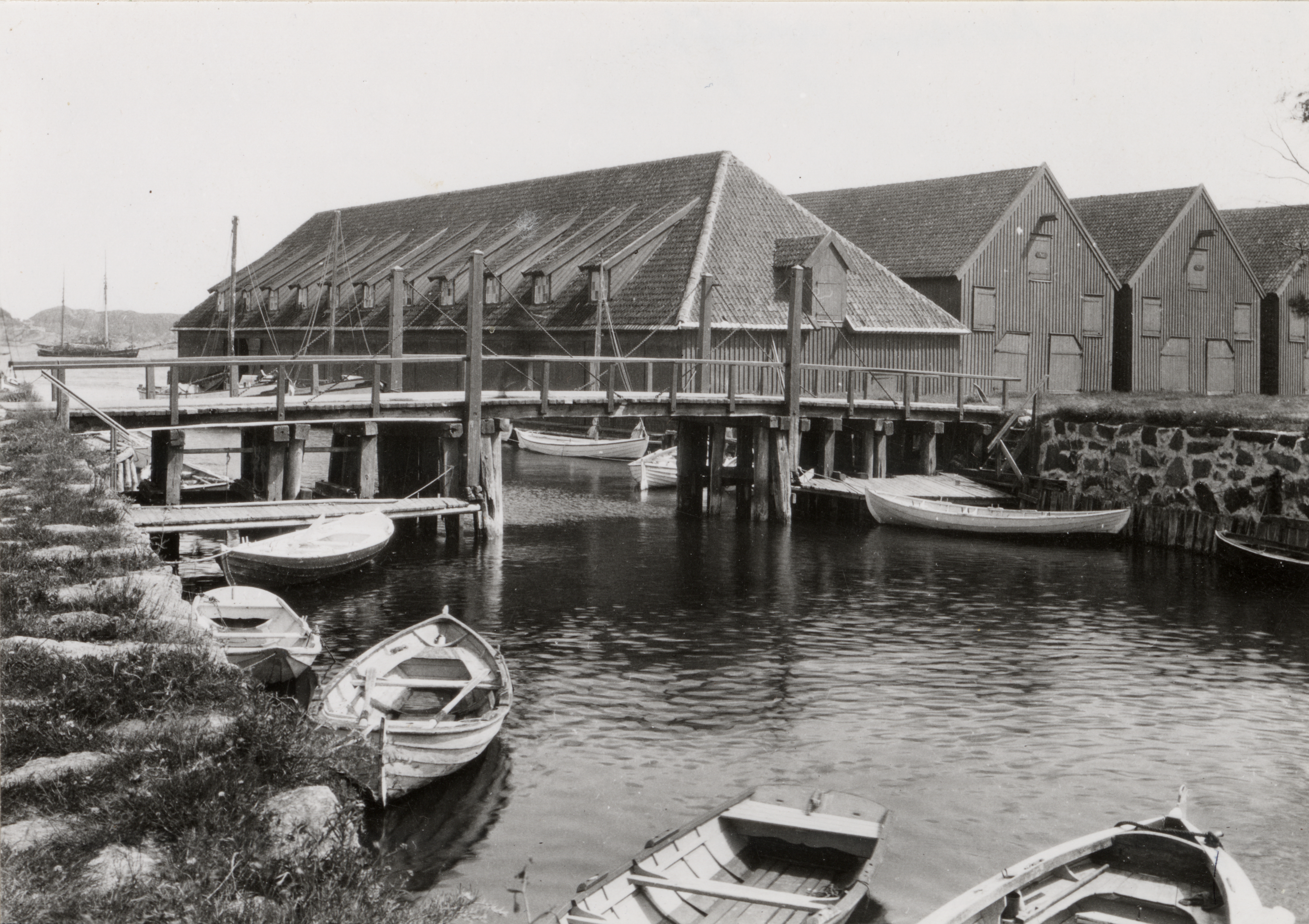
Fredriksvern, Vestfold
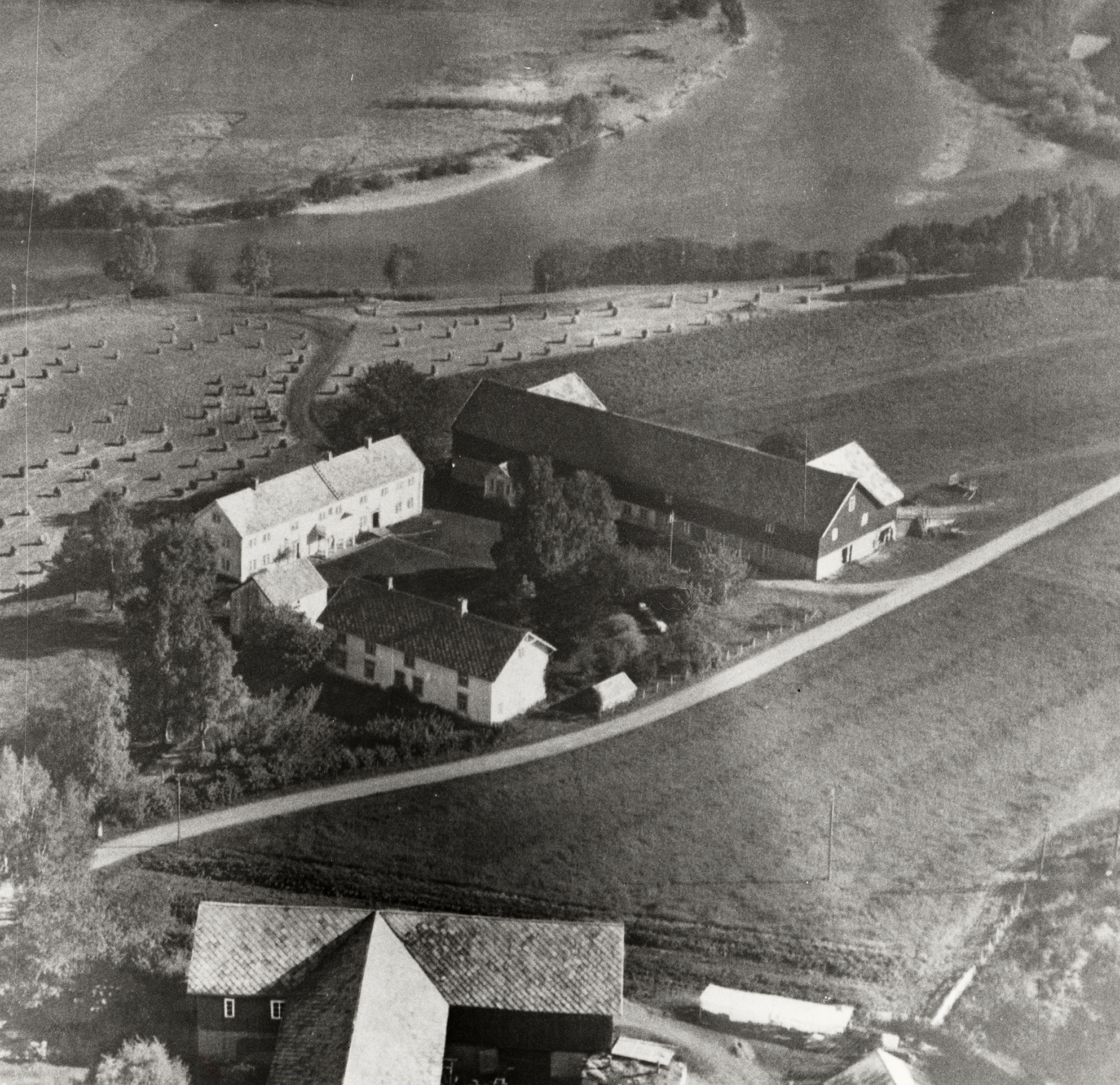
Ingstad Østre, Nord-Trøndelag